# ميخائيل دين
ميخائيل دين (7 يونيو 1972 في المملكة المتحدة - )  (بالإنجليزية: Michael Dean)‏ هو لاعب كريكت بريطاني. لعب مع Warwickshire Cricket Board ‏.